# Zelmira
Zelmira és una òpera en dos actes amb música de Gioachino Rossini sobre llibret d'Andrea Leone Tottola, basat en Zelmire de l'escriptor francès Dormont de Belloy, estrenada a Avinyó l'any 1762. L'òpera va ser estrenada al Teatro San Carlo de Nàpols el 16 de febrer de 1822, un any després de Matilde di Shabran.
Va ser la darrera del cicle napolità de Rossini, mentre que la següent, Semiramide, va constituir l'adéu als teatres italians del compositor. El Rossini de Zelmira - segons el crític de l'estrena al Giornale delle Due Sicilie - «progressa a grans passes vers la perfecció». El mateix crític va considerar aquesta obra com superior a l'aclamat Mosè (i «amb això queda tot dit», era la glossa).
El complicat argument s'articula entorn de la figura de Zelmira, filla de Polidoro, rei de l'illa de Lesbos i estimat pel poble, i del príncep Ilo, marit de la protagonista. Abans dels fets que s'hi narren, en absència d'Ilo, partit per defensar la seva terra natal, Azorre, senyor de Mitilene, a qui Polidoro havia negat la mà de la seva filla, ha envaït Lesbos en un intent d'assassinar l'ancià rei. Zelmira ha reeixit a amagar son pare en una tomba reial, i fingint cedir als propòsits d'Azorre, l'enganya fent-li creure que son pare s'ha amagat al temple de Ceres. Azorre fa calar foc al temple creient que així ha donat mort al seu rival. Però Antenore, aspirant al trom de Mitilene i enemic d'Azorre, havent-se unit a la conquesta de Lesbos fa assassinar aquest. Només el providencial retorn del valerós Ilo farà possible l'expulsió del nou usurpador i restablir al seu tron el savi rei Polidoro.

## Origen i context

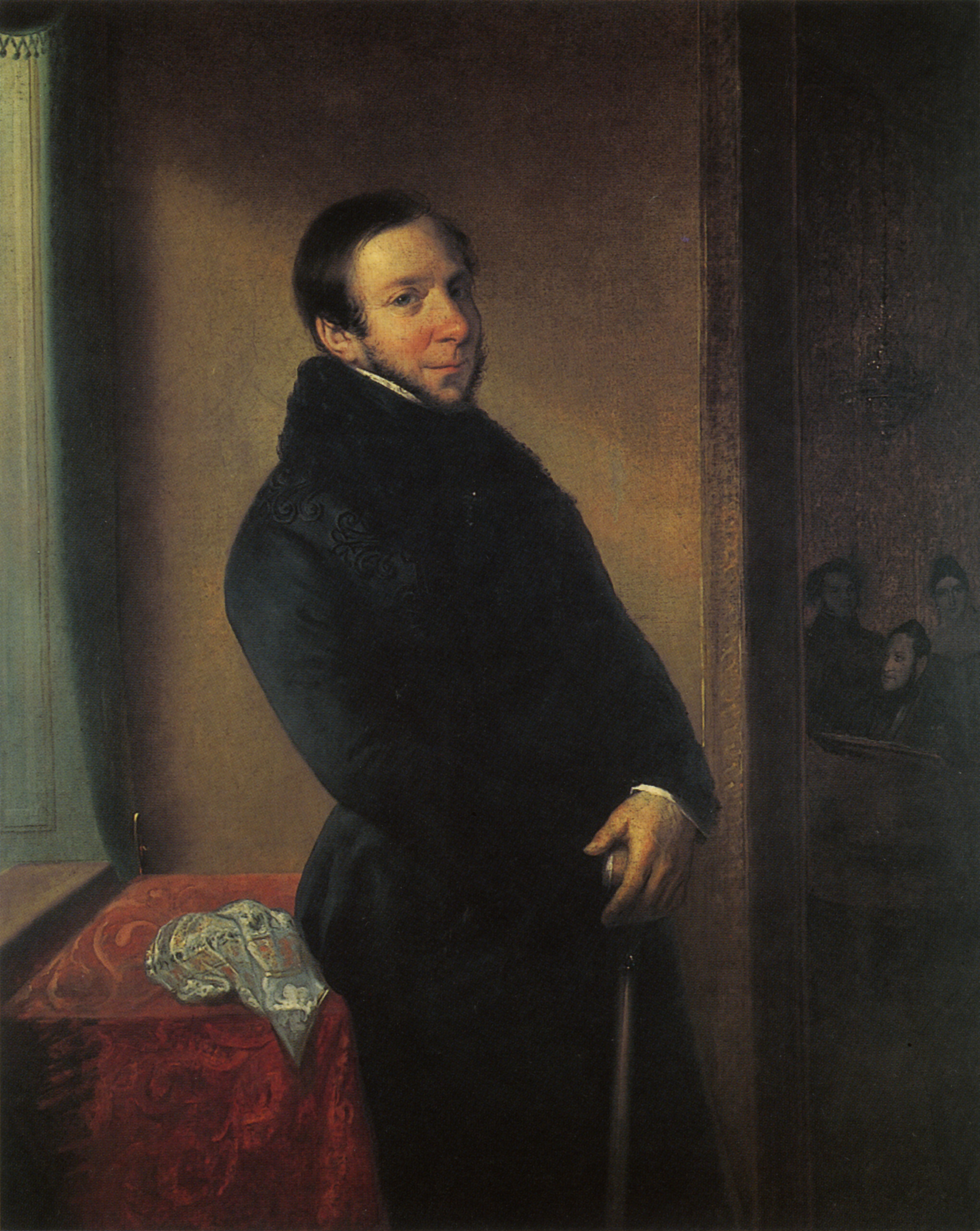
Domenico Barbaia, l'empresari que va contractar Rossini a Nàpols durant set anys

Amb el tancament de la temporada de Carnaval 1821-1822 acabava la gestió empresarial de Barbaia a Nàpols, i amb ella el contracte de Rossini. A partir de desembre, Barbaia passava a gestionar dos teatres vienesos: el Theater am Kärntnertor i el Theater an der Wien. La primera jugada va ser fer comprometre a Rossini per a una gira per la capital austríaca, Londres i París, amb la possibilitat de retornar a Nàpols. Zelmira, que va ser composta pensant amb el públic vienès, va aparèixer el 1822 i va ser l'última de les seves òperes napolitanes.
La fi del període napolità, per causes econòmiques, polítiques i un desencís important del compositor en veure que durant tot l'any 1821 el San Carlo no li havia estrenat cap obra, va esperonar Rossini a escriure una òpera per a Viena, on Barbaia havia signat un contracte per dirigir el Theater am Kärntnertor. Però Rossini, en agraiment cap a Nàpols, la Cort i el seu públic, va avançar l'estrena de l'òpera que havia escrit per a Viena.

## Representacions

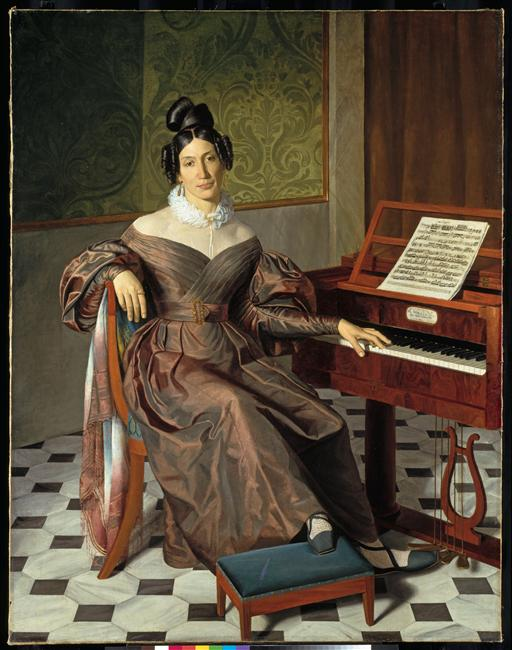
Isabella Colbran, la soprano que va estrenar Zelmira i que al cap de pocs dies es va casar amb Rossini

A la representació del 6 de març de 1822 va assistir el rei Ferran I de les Dues Sicílies (anteriorment amb el títol de Ferran IV de Nàpols), a qui va plaure l'execució de l'òpera, els intèrprets, l'orquestra i el mateix Rossini, el qual l'endemà se'n va anar amb la Colbran per casar-s'hi pocs dies després, el 16 de març, a Castenaso, prop de Bolonya. Per tota resposta, i gairebé per represàlia, l'empresari Domenico Barbaia va trobar just retenir en el seu poder la partitura.
Els intèrprets de la primera vetllada al San Carlo foren els habituals de la companyia, que era extraordinària, en aquell moment el teatre d'òpera més ben finançat i equipat d'Europa. Van ser la soprano Isabella Colbran (en el paper de Zelmira), els tenors Andrea Nozzari (Antenore), Giovanni David (Ilo) i Gaetano Chizzola (Eacide), la contralt Anna Maria Cecconi (Emma) i els baixos Antonio Ambrosi (Polidoro), Michele Benedetti (Leucippo) i Massimo Orlandini (Gran Sacerdot). Al clavicèmbal el mateix Rossini i com a primer violí i concertador Giuseppe Festa.
Només en part la música de Rossini reeixí a dissimular un text considerat infeliç: però va bastar per provocar el deliri de la crítica de l'època, que va considerar Zelmira l'obra mestra de Rossini. Les crítiques, entusiastes, varen destacar l'estructura sòlida del llibret, una individualització més gran de les peces tancades i el final feliç, sense que per això deixés de ser exquisida i complexa a la vegada.
Per altra banda, el mateix compositor creia en la partitura com ho demostra el fet que —amb només una lleugera revisió i amb l'afegit de la nova ària Ciel pietoso, ciel clemente, destinada al personatge d'Emma que va ser interpretat per Fanny Eckerlin, una cantant molt famosa a la capital austríaca i de gran bellesa— va fer-la representar poc després de l'estrena, el 13 d'abril de 1822 a Viena, i quatre anys després, el 14 de març de 1826, a París, aquesta vegada amb un final diferent, però igualment feliç.
El periple triomfal de Zelmira va seguir amb l'estrena a la Scala de Milà, però amb Teresa Belloc-Giorgi com a Zelmira i Filippo Galli com a Polidoro. El 24 de gener de 1824 s'estrenà al King's Theatre de Londres. Manuel García li va demanar a Rossini cantar el rol de Ilo. Per complaure al pare de la Malibran, va haver de fer canvis a la partitura, ja que García era un baritenor i la part d'Ilo està escrita per un contraltino. Antenore va ser cantat per Alberico Curioni. Les representacions de Londres varen ser un fracàs parcial, pel que sembla la Colbran va estar molt malament. El 6 de maig de 1824 es va estrenar Catalunya, al Teatre de la Santa Creu de Barcelona, i es va representar vuit vegades.
A l'estrena de l'òpera a París, en el Théâtre Italien el 14 de març de 1826, el rol de Zelmira va ser cantat per la famosa Giuditta Pasta i el també famós Giovanni Battista Rubini va interpretar el rol d'Ilo. Rossini va fer una ària final diferent per la Pasta, basada en l'ària final d'Ermione, en l'habitual tàctica de reciclatge emprada pel compositor durant tota la seva vida.
A la recuperació de l'oblidada Zelmira, que aviat va eixir del repertori operístic tradicional, ha contribuït la Rossini renaissance que es va iniciar després de la Segona Guerra Mundial i que es va consolidar amb el Rossini Opera Festival. Aquest Festival va posar-la en escena a mitjan dècada del 1990.
Patètica i monumental alhora, de difícil execució tant en la part instrumental com en la vocal, Zelmira ha gaudit en les darreres dècades de diverses versions discogràfiques. N'hi ha una en viu de l'any 1965 — amb ocasió de la recuperació de la partitura original al lloc de la seua estrena, Nàpols — basada en l'edició històrica de 1989, amb els Ambrosian Singers i els Solisti Veneti dirigits per Claudio Scimone, amb un repartiment que incloïa, entre d'altres, a Cecilia Gasdia, Chris Merritt, William Matteuzzi, José Garcia i Bernarda Fink.

## Estructura[calcitació]

### Acte I
- 1 Introducció i cavatina Oh sciagura! - Che vidi, oh amici! (Antenore)
- 2 Cavatina Ah, già trascorse il dì (Polidoro)
- 3 Trio Soave conforto (Polidoro, Zelmira, Emma)
- 4 Cor i cavatina S'intessano gli allori - Terra amica (Ilo)
- 5 Duet A che quei tronchi accenti? (Ilo, Zelmira)
- 6 Cavatina Mentre qual fera ingorda (Antenore)
- 7 Duet Perché mi guardi e piangi (Zelmira, Emma)
- 8 Final Sì fausto momento (Antenore, Leucippo, Gran Sacerdote, Ilo, Zelmira, Emma)

### Acte II
- 8bis Cor i cavatina Pian piano inoltrisi - Ciel pietoso, ciel clemente (Emma)
- 9 Duet In estasi di gioia (Ilo, Polidoro)
- 10 Quintet Ne' lacci miei cadesti (Antenore, Zelmira, Polidoro, Leucippo, Emma)
- 11 Rondó Riedi al soglio (Zelmira)

## Anàlisi musical
De gran durada, com sol ocórrer en les òperes rossinianes, Zelmira manca de l'habitual simfonia tot i que disposa d'un breu tema orquestral que precedeix el cor inicial. Tot i ser abundosa d'àries, de concertants i dels típics crescendi rossinians, segons la crítica moderna Zelmira és encara una òpera feble, sobretot pel que fa al seu vessant dramàtic, amb un llibret en el qual l'adaptació de Tottola fins i tot va empitjorar l'evident monotonia del text original de Belloy.
Rossini utilitza el cromatisme i el to menor per aconseguir un to obscur en la composició. L’obra compta amb bells passatges i una sólida estructura que varen servir per reivindicar l’obra de Rossini i recuperar el seu prestigi.

## Fragments cèlebres[calcitació]
- Che vidi! Amici! O eccesso! (cavatina d'Antenore)
- Terra amica (cavatina d'Ilo)
- La sorpresa, lo stupor (cantable concertant del final del primer acte)
- Fiume che gli argini rompe, sorpassa (stretta final del primer acte)
- Ciel pietoso, ciel clemente (pregària d'Emma, segon acte, a partir de l'edició de Viena)
- Riedi al soglio (ària final de Zelmira)

## Edició crítica
Editada per la Fondazione Rossini i l'Editorial Ricordi, a cura de Kathleen Kuzmick Hansell.

## Enregistraments

### Àudio
| Any  | Elenc (Zelmira, Emma, Ilo, Antenore)                              | Director        | Segell      |
| ---- | ----------------------------------------------------------------- | --------------- | ----------- |
| 1965 | Virginia Zeani, Anna Maria Rota, Gastone Limarilli, Nicola Tagger | Carlo Franci    | Opera D'Oro |
| 1988 | Cecilia Gasdia, Bernarda Fink, William Matteuzzi, Chris Merritt   | Claudio Scimone | Erato       |
| 2003 | Elizabeth Futral, Manuela Custer, Antonino Siragusa, Bruce Ford   | Maurizio Benini | Opera Rara  |

### Vídeo
| Any  | Elenc (Zelmira, Emma, Ilo, Antenore)                               | Director       | Segell |
| ---- | ------------------------------------------------------------------ | -------------- | ------ |
| 2009 | Kate Aldrich, Marianna Pizzolato, Juan Diego Florez, Gregory Kunde | Roberto Abbado | Decca  |